# Cornelis Van Leemputten

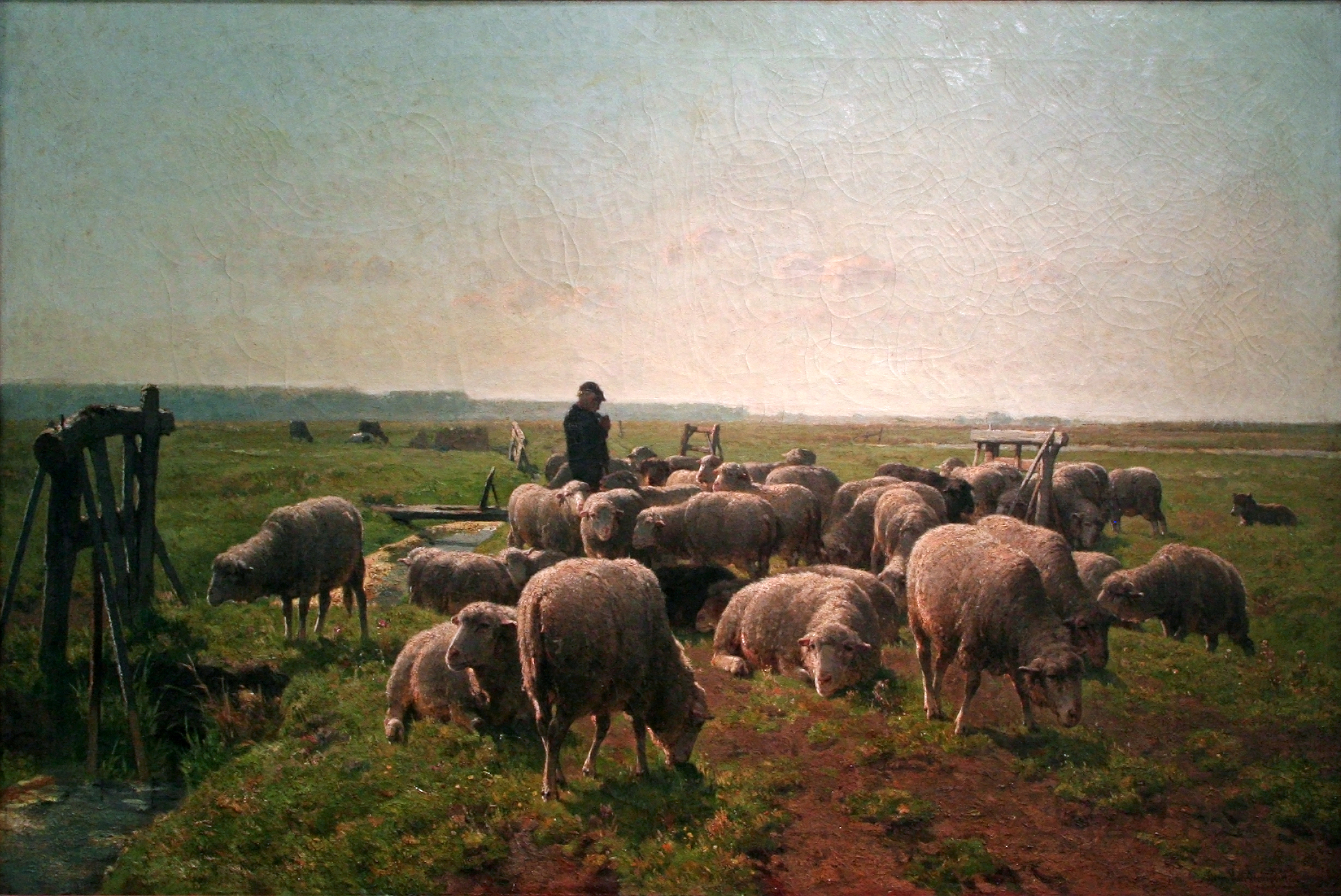
Landschap met herder en kudde schapen, Museum M, Leuven

Cornelis Van Leemputten (Werchter, 25 januari 1841 - Schaarbeek, 23 november 1902) was een Belgisch kunstschilder, gespecialiseerd in het afbeelden van schapen en gevogelte, zowel binnenshuis als in de open lucht. Hij was de oudere broer van de genreschilder Frans Van Leemputten. Zijn neef Jan Leopold Van Leemputten (1831-1925) was eveneens in hetzelfde genre gespecialiseerd.

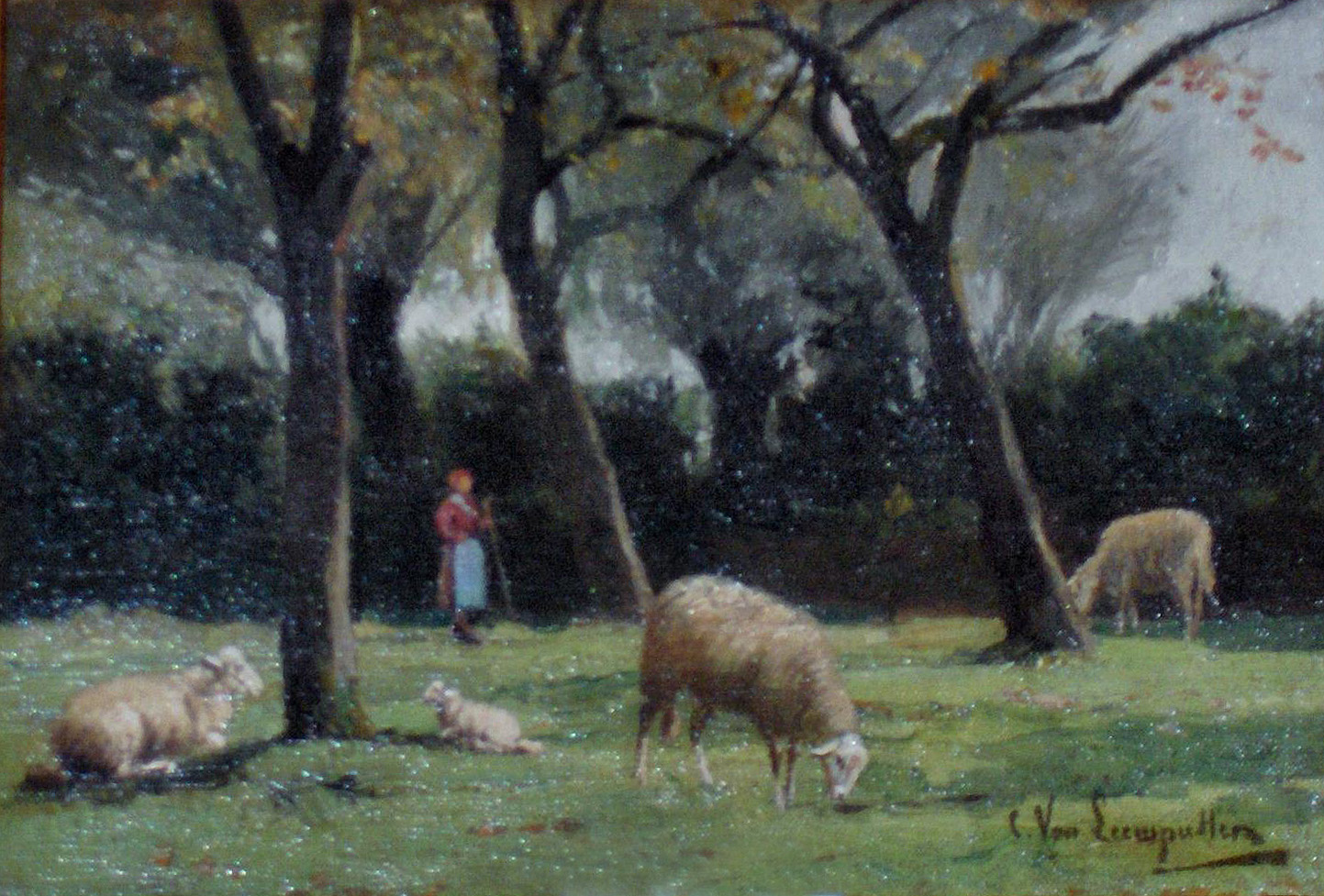
Herderin met schaapjes in een landschap

In 1852 verhuisde Van Leemputten met zijn ouders naar Sint-Joost-ten-Node. Hij keerde nog korte tijd terug naar Werchter, maar vestigde zich ten slotte in Schaarbeek. Als schilder werkte voornamelijk in Brabant en de Kempen. Hij kreeg geen formele opleiding, hoewel hij enige tijd ingeschreven was aan de Academie van Antwerpen. Ook kreeg hij enkele lessen van zijn vader Jan-Frans Van Leemputten, een landbouwer die dierenschilder werd en ook enige tijd gewerkt had als restaurateur in de Koninklijke Musea voor Schone Kunsten van België te Brussel.
Van Leemputten was in feite een autodidact die zich inspireerde op de vrije natuur en op de werken van Anton Mauve (1838-1888), schilder uit de Haagse School, en van de Franse veeschilder Charles Jacque (1813-1894).
In de negentiende eeuw had het afbeelden van vee op doek een grote populariteit bereikt. Er waren verschillende artiesten werkzaam op dit vlak in Europa zoals Filippo Palizzi (1818-1899), Johann Friedrich Voltz (1817-1886), Heinrich von Zügel (1850-1941), Rosa Bonheur (1822-1899) en Thomas Sidney Cooper (1803-1902). In België en Nederland had vooral Eugène Verboeckhoven (1798-1881) een grote bekendheid bereikt en voordien Hendrik-Jozef Antonissen (1737-1794) en zijn leerling Balthasar-Paul Ommeganck (1755-1826). Deze traditie werd voortgezet door Alfred Verwee (1838-1895). Hoewel dergelijke doeken behoorden tot een landelijke traditie, werden ze toch hoofdzakelijk gekocht door stedelingen die een zekere nostalgie voelden voor het platteland.
Van Leemputten nam voor de eerste maal deel aan het driejaarlijks Salon van Brussel in 1875. Hij nam daarna met succes deel aan veel tentoonstellingen in binnen- en buitenland. Hij behaalde de gouden medaille in Gent (1883), Edinburgh (1886), Adelaide (1887) en Berlijn (1896). Zijn werken hadden veel bijval en werden ook veel in het buitenland gekocht, tot in Amerika. Ook nu nog komen er regelmatig werken van hem op veilingen. 
Hij werd benoemd tot ridder in de Leopoldsorde in 1895. 
Schilderijen van Van Leemputten hangen in musea in Brussel, Antwerpen, Leuven, Middelburg, Boekarest en Sheffield. 
- PIC: 313616
- RKD-Nederlands Instituut voor Kunstgeschiedenis: 48823
- Union List of Artist Names: 500041958
- Virtual International Authority File: 95954211